# SXI Real Estate Broad Index
| SXI Real Estate Broad Index | SXI Real Estate Broad Index |
| Stammdaten                  | Stammdaten                  |
| --------------------------- | --------------------------- |
| Staat                       | Schweiz                     |
| Börse                       | SIX Swiss Exchange          |
| ISIN                        | CH0049815738                |
| Symbol                      | SREAL                       |
| RIC                         | ^SREAL                      |
| Bloomberg-Code              | SREAL <INDEX>               |
| Kategorie                   | Aktienindex                 |
| Typ                         | Kursindex                   |
| Familie                     | Real Estate Indices         |

Der SXI Real Estate Broad Index umfasst alle an SIX Swiss Exchange primärkotierten Immobilienaktien und Immobilienfonds, welche mindestens 75 % ihrer Aktiva bzw. ihres Fondsvermögens in der Schweiz investiert haben. Wie beim SMI, SLI und SPI werden Änderungen in der Zusammensetzung des jeweiligen Index einmal jährlich zum ordentlichen Revisionsdatum im September vorgenommen. 
Die SXI Real Estate Indizes tragen dem Marktbedürfnis nach Indikatoren für kotierte Immobilienwerte Rechnung. Diese Indikatoren sind der SXI-Familie angegliedert, welche Branchen auszeichnet, die für die Schweizer Wirtschaft von besonderer Bedeutung sind.

## Berechnung
SXI Real Estate Indizes werden nach dem Konzept von Laspeyres als Freefloat-Marktkapitalisierung-gewichtete Indizes berechnet. Die Formel von Laspeyres und dessen Gewichtungsmethoden werden im Kapitel 3 erklärt. Für die SXI Real Estate Indizes gelten die Bestimmungen der «Standarderöffnung», welche im Kapitel 4.2 erklärt sind. Für den SXI Real Estate Funds Broad Index berechnet SIX zusätzlich zu den Indextypen Preisrendite und Bruttorendite den Typ Nettorendite.